# La Pobla Tornesa
|  | Per a altres significats, vegeu «baronia de la Pobla Tornesa». |

La Pobla Tornesa és un municipi del País Valencià situat a la comarca de la Plana Alta. Limita amb els termes de Vilafamés, Cabanes, Benicàssim i Borriol.

## Geografia
Enclavada en una petita vall envoltat per les serres del Desert i Borriol, portal de la plana del Pla de l'Arc.
Part del seu terme municipal està ocupat pel Parc Natural del Desert de les Palmes. Al nucli urbà hi ha un centre d'informació i interpretació del parc.

## Història
En el seu terme municipal, concretament en la Cova Negra, s'han trobat importants restes arqueològiques del Paleolític, així com d'èpoques posteriors. Tot i que no s'ha pogut confirmar, es creu que el seu origen es remunta a una fonda o posada de la calçada romana que la creuava.
Així, per un dels seus carrers més importants, discorre la via romana, possiblement la Via Augusta, de la qual es conserven encara diversos mil·liaris. A més, els seus edificis civils més significatius eren en altres temps fondes i hostals per a hostalatge de viatgers.
Ja en l'edat mitjana la Pobla pertanyia al Castell de Montornés. Quan va ser conquistat per Jaume I, el va cedir a un tal Pere Sanz, formant part de les propietats de Ximén Pérez de Sorrenc passant després per les mans de diversos senyors de l'època; fins que a principis del segle xvi, 1515, va ser adquirit per Nicolau Casalduch, conegut com el Baró de sa Pobla, títol que ostentaran els seus descendents fins al nostre temps. Els barons han sigut històricament els personatges més influents de la localitat, i encara gran part del terme pertany a la seua família. En 1701 pertanyia a Miquela Muñoz, a qui va succeir la seua filla Isabel, que va casar amb Manuel Valls i Pallarés. Els seus descendents van conservar la baronia.
Però el fet d'estar situada en un encreuament de camins no sempre ha sigut positiu per a la Pobla. A principis del segle xviii, a conseqüència de la Guerra de Successió que va enfrontar els àustries amb els borbons, la població va sofrir diversos saquejos per part de les tropes borbòniques, tal com es narra en l'arxiu que els barons de la Pobla posseïxen a Castelló.
El succés més greu va esdevenir el 25 de maig de 1708, dia que una tropa de més de 5.000 soldats al front dels quals estava el general de Felip V, D'Asfeld, va acampar en la zona i va saquejar tota la collita, fet que va provocar l'abandó dels seus veïns. L'èxode a Vilafamés va durar dos dies.
Els 901 habitants que va arribar a tenir en 1900, s'havien convertit en 526 en l'any 1994. En l'any 2010, segons el padró, n'hi ha 1.156.

## Demografia
| 1990 | 1992 | 1994 | 1996 | 1998 | 2000 | 2002 | 2004 | 2005 | 2006 |
| ---- | ---- | ---- | ---- | ---- | ---- | ---- | ---- | ---- | ---- |
| 503  | 512  | 526  | 529  | 532  | 558  | 614  | 670  | 790  | 845  |

## Política i govern

### Composició de la Corporació Municipal
El Ple de l'Ajuntament està format per 9 regidors. En les eleccions municipals de 26 de maig de 2019 foren elegits 8 regidors del Partit Socialista del País Valencià (PSPV-PSOE) i 1 de Compromís per la Pobla Tornesa (Compromís).
| Eleccions municipals de 26 de maig de 2019 - la Pobla Tornesa                                                                   |                                          |                                     |                                     |      |          |          |
| Candidatura | Candidatura                              | Candidatura                         | Cap de llista                       | Vots | Vots     | Regidors |
| | Partit Socialista del País Valencià-PSOE |                                     | Josep Carles Selma Miguel           | 462  | 72,41%   | 8 (+1)   |
| | Compromís per Castelló                   |                                     | Joan Enric Marco Badal              | 103  | 16,14%   | 1 ()     |
| | Altres candidatures                      |                                     |                                     | 60   | 9,41%    | 0 ( -1)  |
| | Vots en blanc                            |                                     |                                     | 13   | 2,04%    |          |
| Total vots vàlids i regidors | Total vots vàlids i regidors             | Total vots vàlids i regidors        | Total vots vàlids i regidors        | 638  | 100 %    | 9        |
| | Vots nuls                                | Vots nuls                           | Vots nuls                           | 11   | 1,69%    |          |
| Participació (vots vàlids més nuls)                                                                                             | Participació (vots vàlids més nuls)      | Participació (vots vàlids més nuls) | Participació (vots vàlids més nuls) | 649  | 72,03%** |          |
| Abstenció | Abstenció                                | Abstenció                           | Abstenció                           | 252* | 27,97%** |          |
| Total cens electoral | Total cens electoral                     | Total cens electoral                | Total cens electoral                | 901* | 100 %**  |          |
| Alcalde: Josep Carles Selma Miguel (PSPV-PSOE) (15/06/2019) Per majoria absoluta dels vots dels regidors                        |                                          |                                     |                                     |      |          |          |
| Fonts: JEC, JEZ Castelló, M. Interior, Periòdic Ara. (* No són vots sinó electors. ** Percentatge respecte del cens electoral.) |                                          |                                     |                                     |      |          |          |

### Alcaldia
Des de 1995 l'alcalde de la Pobla Tornesa és Josep Carles Selma Miguel del Partit Socialista del País Valencià (PSPV-PSOE).
| Període                       | Alcalde o alcaldessa     | Partit polític | Data de possessió | Observacions |
| ----------------------------- | ------------------------ | -------------- | ----------------- | ------------ |
| 1979–1983                     | Vicent Renau Castellet   | PSPV-PSOE      | 19/04/1979        | --           |
| 1983–1987                     | Vicent Renau Castellet   | PSPV-PSOE      | 28/05/1983        | --           |
| 1987–1991                     | Vicent Renau Castellet   | PSPV-PSOE      | 30/06/1987        | --           |
| 1991–1995                     | Vicent Renau Castellet   | PSPV-PSOE      | 15/06/1991        | --           |
| 1995–1999                     | Vicent Renau Castellet   | PSPV-PSOE      | 17/06/1995        | --           |
| 1999–2003                     | Jose Carlos Selma Miquel | PSPV-PSOE      | 03/07/1999        | --           |
| 2003–2007                     | José Carlos Selma Miquel | PSPV-PSOE      | 14/06/2003        | --           |
| 2007–2011                     | José Carlos Selma Miquel | PSPV-PSOE      | 16/06/2007        | --           |
| 2011–2015                     | José Carlos Selma Miquel | PSPV-PSOE      | 11/06/2011        | --           |
| 2015–2019                     | José Carlos Selma Miquel | PSPV-PSOE      | 13/06/2015        | --           |
| 2019-2023                     | José Carlos Selma Miquel | PSPV-PSOE      | 15/06/2019        | --           |
| Des de 2023                   | n/d                      | n/d            | 17/06/2023        | --           |
| Fonts: Generalitat Valenciana |                          |                |                   |              |

## Economia
La meitat de les terres de la Pobla estan conreades, predominant els cultius d'ametlers, oliveres i garroferes, amb petites hortes al costat del riu, que duu el mateix nom que la població i desemboca en la rambla de la Vídua. La resta del terme, està ocupat per pins i escasses carrasques.
En els últims temps, el poble ha vist com l'important sector agrícola i ramader ha passat a un tercer pla. La indústria ceràmica, amb diverses fàbriques en el seu terme i el sector terciari són les principals activitats econòmiques.

## Monuments

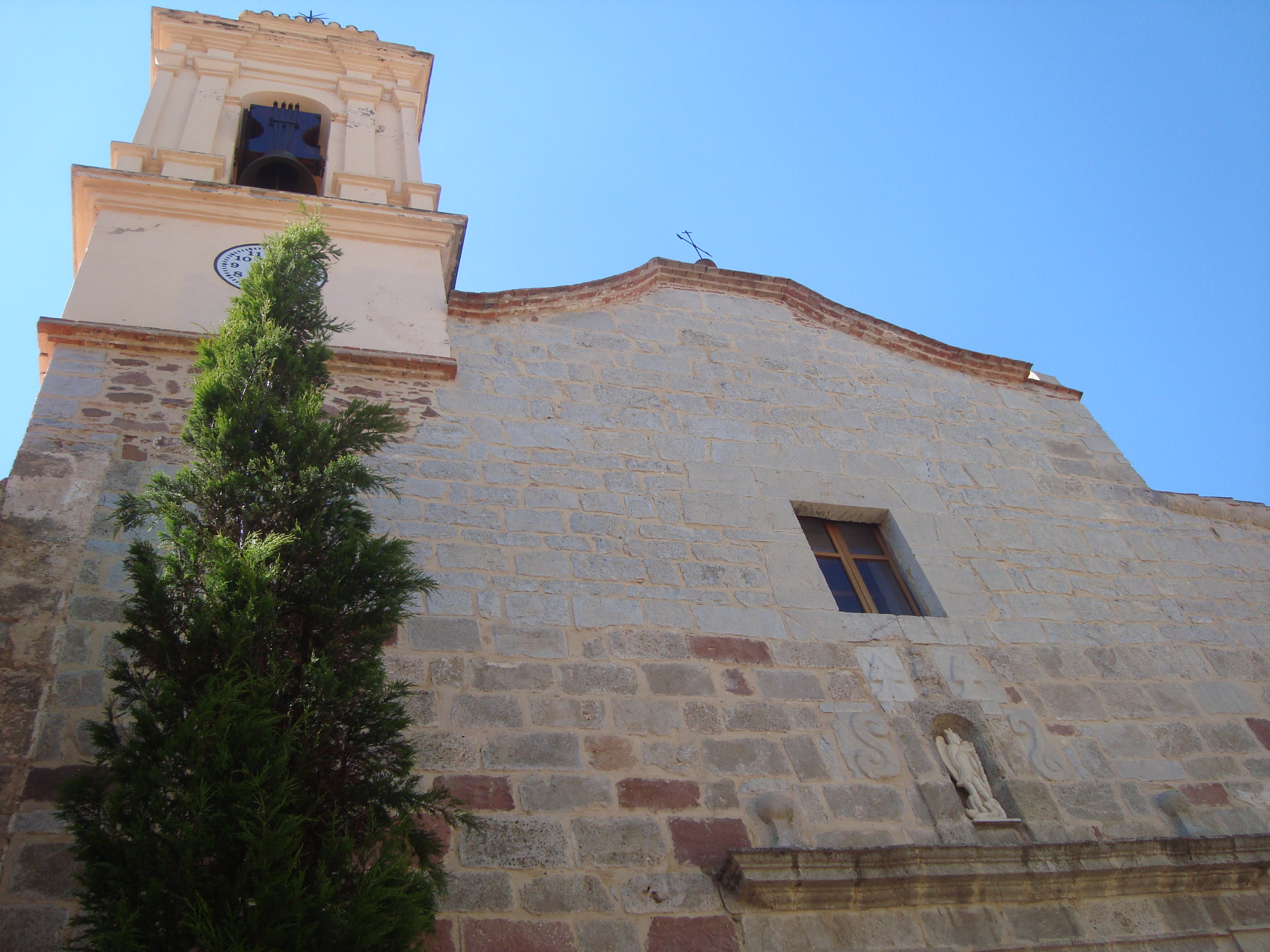
Església parroquial de Sant Miquel Arcàngel (La Pobla Tornesa)

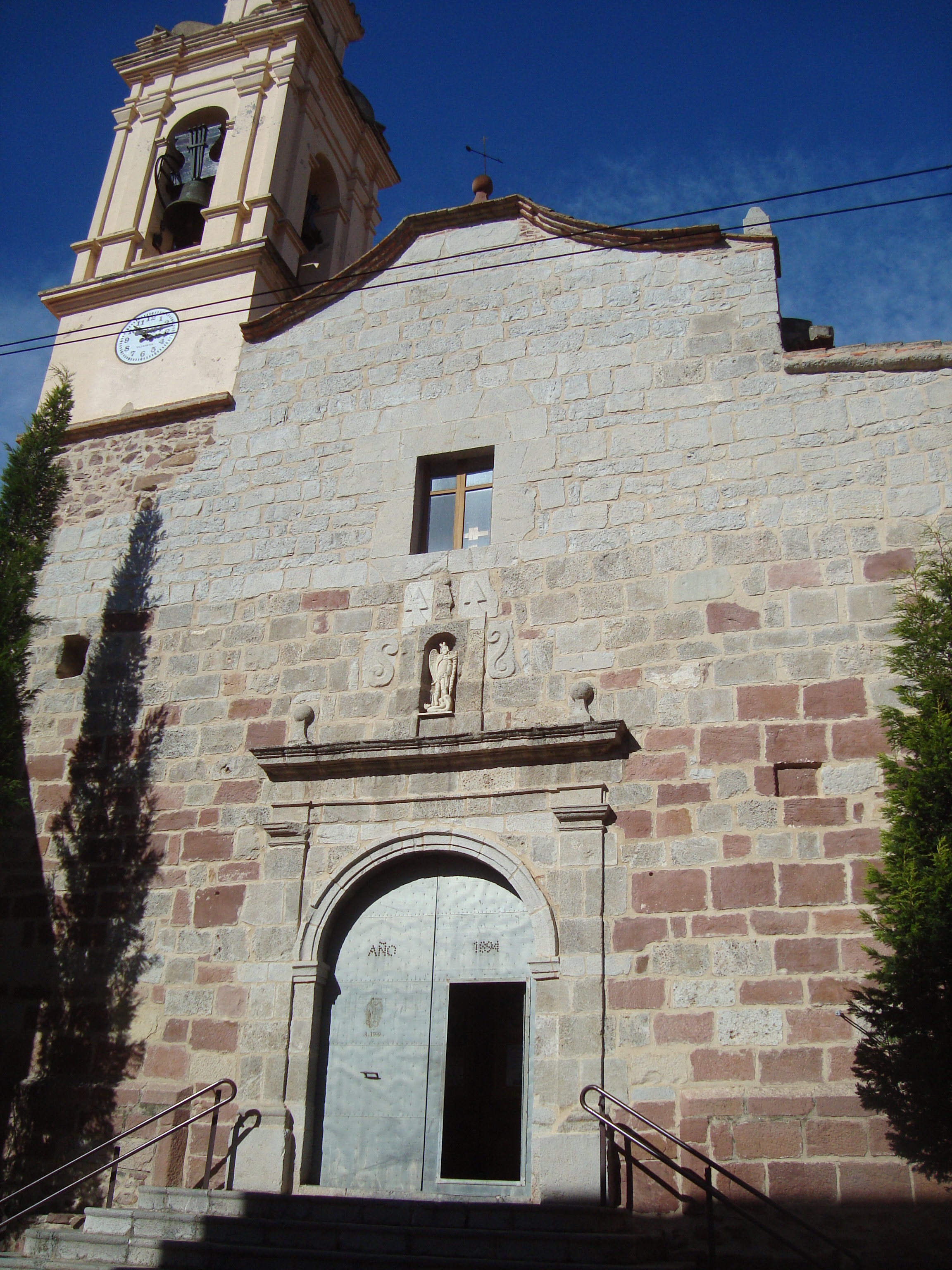
Església de Sant Miquel Arcàngel (La Pobla Tornesa)

- Església. És el monument més interessant del municipi. Va començar a construir-se en l'any 1734. En l'interior del temple es troba un espectacular quadre d'Amat Bellés.
- Antiga presó. Del segle xv.
- Antic Ajuntament. Del segle xviii.
- Mil·liaris. Tres mil·liaris al llarg de "la Senda dels romans" (Via Augusta).

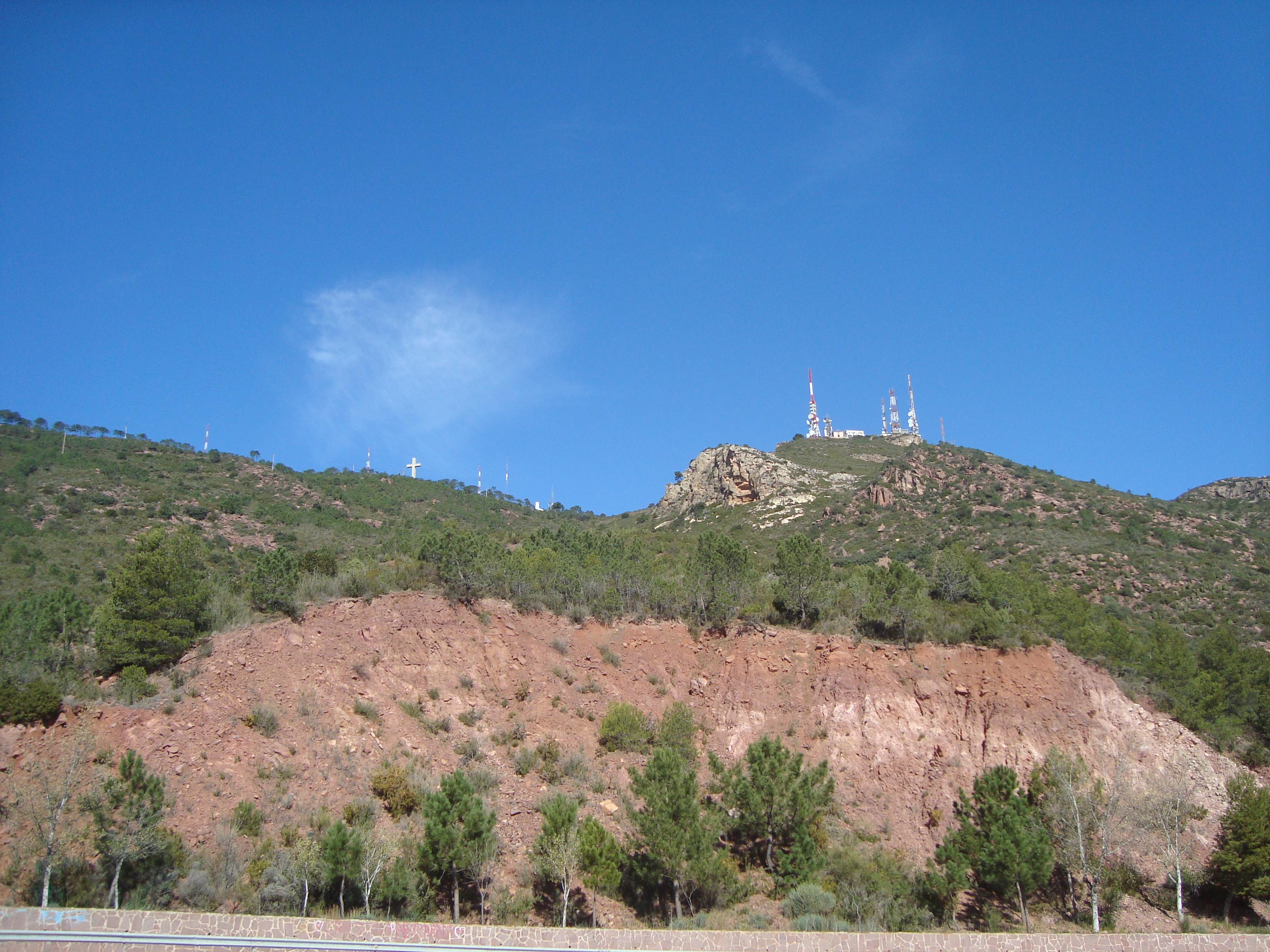
El Monte Bartolo

- El Monte BartoloCreu del Bartolo. Construïda en la cresta del Desert de les Palmes, en 1985 per subscripció popular.[7]

## Llocs d'interés

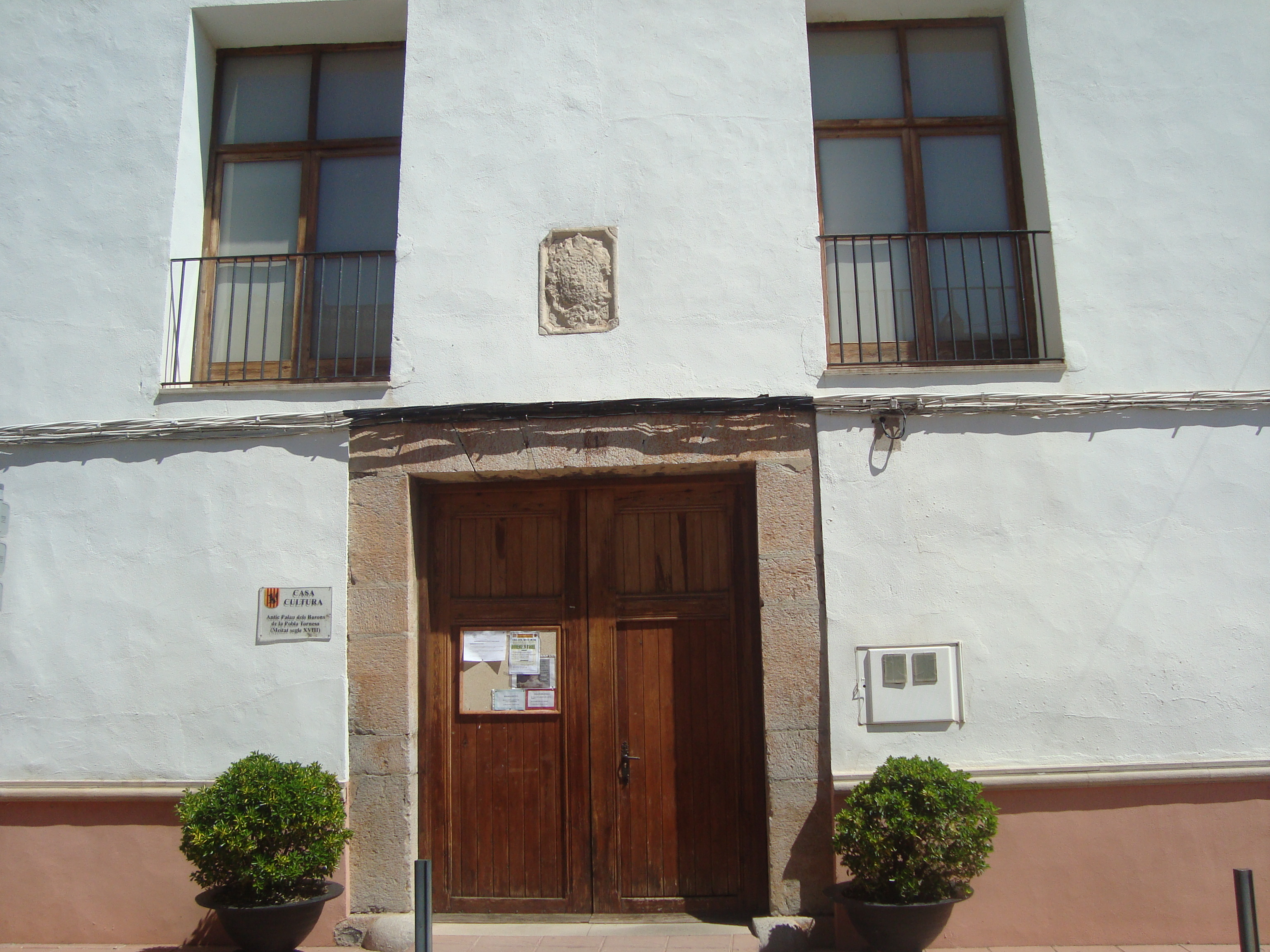
Casa de la Cultura de la Pobla Tornesa, antic Palau dels Barons de la Pobla.

- Parc Natural del Desert de les Palmes.
- El Bartolo. Cim des del qual un eminent científic gal va traçar, a principis del segle xix, el pas del meridià de Greenwich, una línia divisòria del globus terrestre que creua tot el terme de la Pobla, tal com assenyalen els panells instal·lats en el desviament de la carretera.
- Pineda de la Planeta. És un dels paratges de més bellesa a la Pobla Tornesa, on a la fi d'octubre són abundants els bolets. L'ecosistema es troba relativament ben conservat, ja que s'ha escapat de tots els incendis forestals que ha patit la zona.

## Festes i celebracions
- Sant Antoni. Pot considerar-se una de les festes més populars. Per a portar-la a terme, el poble es dividix des de temps remots en quatre sectors, els carrers: Plaça Portal, Plaça del Raval, Dalt la Vila i Baix la Vila. Entre ells es crea una sana competència que redunda en benefici de la festa. Les dones elaboren els deliciosos rotllos de llavoretes que donen als participants en la "matxà" o processó de les cavalleries.
- Festes patronals. La segona setmana d'agost i a la fi de setembre (Sant Miquel) se celebren les principals festes de la localitat. Les activitats que s'organitzen són semblants a les dels pobles de la contornada, és a dir, bous, balls i espectacles culturals.

## Gastronomia
Entre els plats típics de la Pobla trobem la paella, el tombet, l'olla amb verdures i llegums, i la carn a la brasa.
En la rebosteria poblatina destaquen els pastissos de cabell d'àngel, els pastissos amb ametla i anous, rollets, rosegons, figues albardaes, pastissets de confitura de carabassa i mel, entre d'altres.